# Тигай, Аркадий Григорьевич
Аркадий Григорьевич Тигай (род. 12 марта 1945, Черкассы, УССР) — советский кинорежиссёр, актёр, сценарист.

## Биография
В 1967 году окончил исторический факультет Ленинградского педагогического института.
Работает на киностудии «Ленфильм» с 1968 года: ассистент режиссёра, режиссёр-постановщик, актёр, сценарист.

## Творчество

### Фильмография

#### Режиссёр
- 1978 — «Летняя поездка к морю» — СССР;
- 1991 — «Лох — победитель воды» — СССР;
- 1993 — «Окно в Париж» — Россия; (реж. Ю. Мамин)
- 1998 — «Горько» — Россия;
- 2004—2006 — «Лабиринты разума» (сериал) — Россия;

#### Сценарист
- 2011 — «Баллада о бомбере» (сериал)
- 2011 — «Баллада о бомбере» (фильм)
- 2008 — «Качели»
- 2006 — «Поцелуй бабочки»
- 2006 — «Лабиринты разума» (сериал)
- 2004 — «На вираже» (сериал)
- 2002 — «Спецотдел»[1]
- 1996 — «Прибытие поезда» (новелла «Экзерсис № 5»)
- 1993 — «Окно в Париж»
- 1991 — «Лох — победитель воды»
- 1988 — «Презумпция невиновности»
- 1987 — «Джек Восьмёркин — „американец“»

#### Актёр[1]
- 1971 — «Даурия» (эпизод);
- 1991 — «Пьющие кровь» (эпизод);
- 1993 — «Окно в Париж» (эпизод);
- 1993 — «Над тёмной водой» (эпизод);
- 1994 — «Вива, Кастро!» (эпизод);
- 1998 — «Горько!» (эпизод);
- 2000—2004 — «Вовочка» (эпизод);

### Писатель
- Под парусом вокруг Старого Света [Текст] : записки мечтательной вороны : [документальный роман] / Аркадий Тигай ; [ил. Е. Толстой]. - Санкт-Петербург : Амфора, 2011. - 190, [1] c. : ил.; 21 см. - (Амфора travel. Европа).; ISBN 978-5-367-01912-4
- Поцелуй бабочки / Аркадий Тигай. - Санкт-Петербург : Амфора, 2006 (СПб. : Печатный двор им. А. М. Горького). - 334, [1] с.; 19 cм. - (Читать модно).; ISBN 5-367-00147-5